# Bisbat de Rieti

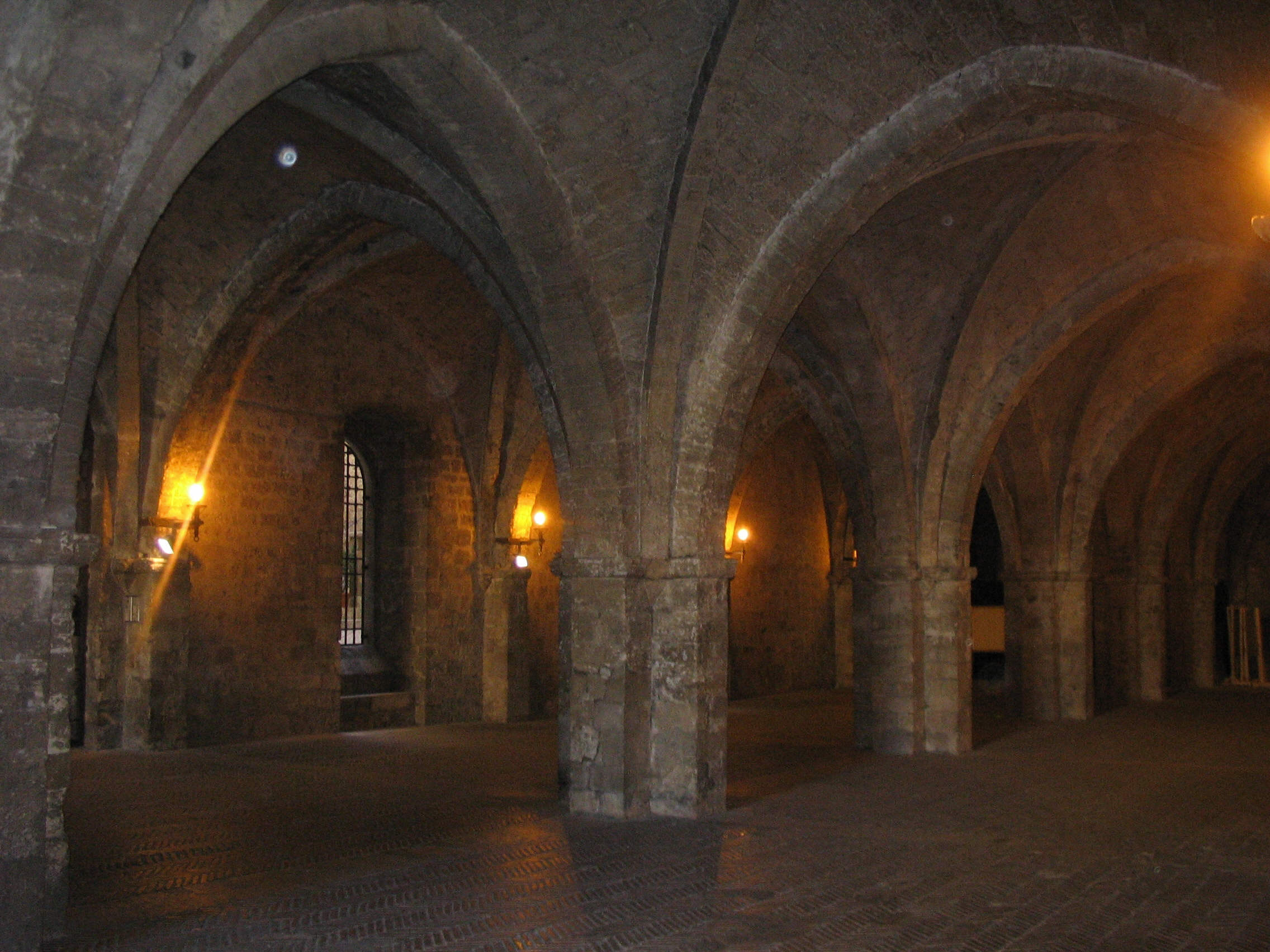
Voltes del palau episcopal

El bisbat de Rieti  (italià: diocesi di Rieti; llatí: Dioecesis Reatina) és una seu de l'Església catòlica, immediatament subjecta a la Santa Seu, que pertany a la regió eclesiàstica Laci. El 2010 tenia 93.011 batejats d'un total 99.095 habitants. Actualment està regida pel bisbe Delio Lucarelli.

## Territori
La diòcesi comprèn 37 municipis de la província de Rieti: Accumoli, Amatrice, Antrodoco, Ascrea, Belmonte in Sabina, Borbona, Borgo Velino, Borgorose, Cantalice, Castel di Tora, Castel Sant'Angelo, Cittaducale, Cittareale, Collalto Sabino, Colle di Tora, Collegiove, Colli sul Velino, Concerviano, Contigliano, Fiamignano, Greccio, Labro, Leonessa, Longone Sabino, Marcetelli, Monte San Giovanni in Sabina, Monteleone Sabino, Nespolo, Paganico, Pescorocchiano, Petrella Salto, Poggio Bustone, Posta, Rieti, Rivodutri, Rocca Sinibalda i Varco Sabino.
La seu episcopal és la ciutat de Rieti, on es troba la catedral de Santa Maria Assunta
El territori està dividit en 94 parròquies.

## Història
La diòcesi va ser erigida al segle v.
El 24 de gener 1502 va cedir una part del seu territori per a la creació de la diòcesi de Cittaducale. La diòcesi va ser suprimida per la insistència de l'administrador del cardenal Giovanni Colonna, el 8 de novembre de 1505 i el territori va ser reintegrat de nou a la diòcesi de Rieti. Després de la mort del cardenal, la diòcesi de Cittaducale es va restablir el 17 d'octubre de 1508.
El 25 de novembre de 1841, sota la butlla Studium quo impense afficimur del Papa Gregori XVI les abadies territorials de Farfa i de Sant Salvatore Maggiore van ser suprimides i part del seu territori va ser cedit a la diòcesi de Rieti.
El juliol de 1859 la jurisdicció de la diòcesi es va estendre sobre Leonessa, que pertanyia a l'arxidiòcesi de Spoleto.
El 3 de juny de 1925 amb la butlla In altis Sabinae montibus del Papa Pius XI l'enclavament en territori rietí de l'antiga abadia territorial de San Salvatore Maggiore passa de la diòcesi de Poggio Mirteto a la diòcesi de Rieti. En paral·lel, els bisbes pro tempore de Rieti van rebre el títol d'abat de Sant Salvatore Maggiore, que segueixen portant.
Entre 1965 i 1976 la diòcesi es va estendre encara més gràcies a la redefinició de les fronteres amb les diòcesis veïnes: de l'arxidiòcesi de l'Aquila va rebre el territori de l'antiga diòcesi de Cittaducale, del bisbat d'Ascoli Piceno la ciutat d'Amatrice i de l'arxidiòcesi de Spoleto una altra part del territori de Leonessa.
El 1984 una gran reorganització territorial de la diòcesi va donar lloc a la supressió de 123 parròquies, d'un total de 217.

## Cronologia episcopal
- Orso † (inicis de 499 - finals de 502)
- Probo o Probiano † (? - vers 586 mort)
- Albino † (citat el 593 aproximadament)
- Gaudioso † (citat el 642)
- Adriano † (citat el 680)
- Teutone † (citat el 753)
- Guiberto I † (inicis de 770 ca. - maig de 773 mort)
- Isermondo I † (773 - 775 o 776 mort)
- Agio † (775 o 776 - inicis de 777)
- Sinualdo † (inicis de 777 - 777 o 778 mort)
- Guiberto II † (778 - vers 779 mort)
- Pietro † (citat el 779)
- Guiberto III † (citat el 780)
- Alefredo o Arnefredo † (inicis de 782 - finals de 794)
- Isermondo II † (inicis del 803 - finals de 814)
- Colo I † (inicis del 853 - finals de 861)
- Giovanni I † (citat el 864)
- Teudardo † (inicis del 875 - finals de 879)
- Ricardo † (citat el 887)
- Tebroldo † (citat el 945)
- Anastasio † (citat el 948)
- Alberico † (citat el 969)
- Eldebrando † (citat el 975)
- Giovanni II † (citat el 982)
- Oberto † (citat el 995)
- Gerardo † (inicis de 1049 - finals de 1059)
- Rainerio I † (citat el 1074)
- Benincasa † (inicis de 1109 - finals de 1113)
- Teuzo † (inicis de 1114 - finals de 1118)
- Colo II † (citat el 1122)
- Gentile † (citat el 1135)
- Dodone, O.Cist. † (1137 - 1181 mort)
- Settimio Quarini † (1182 - finals de 1185)
- Adenolfo Secenari † (inicis de 1188 - finals de 1209 renuncià)
- Rainaldo I, O.S.B. † (inicis de 1215 - finals de 1225)
- Odone † (citat el 1227)
- Rainerio II † (citat el 1233)
- Rainerio III † (? - 1249)[2]
- Rainaldo II, O.F.M. † (1249 - 1250 renuncià)
- Tommaso I † (7 de febrer de 1252[3] - finals de 1255)
- Gottifredo † (23 d'agost de 1265 - 1275 mort)
  - Sede vacante (1275-1278)
- Pietro Gerra † (2 d'agost de 1278 - 22 de juliol de 1286 nomenat arquebisbe de Monreale)
- Andrea † (27 de juliol de 1286 - finals de 1292)
- Niccolò, O.Cist. † (inicis de 1294 - 1296 renuncià)
- Berardo di Poggio † (4 de febrer de 1296 - 1299 mort)
- Giacomo Pagani † (26 d'agost de 1299 - 1301 deposat)
- Angelo, O.F.M. † (8 de juny de 1302 - juliol de 1302 mort)
- Giovanni Muti Papazzurri † (3 d'agost de 1302 - 1339 mort)[4]
- Tommaso II † (7 de desembre de 1339 - 1342 mort)
- Raimondo II † (5 d'agost de 1342 - 6 de març de 1346 nomenat bisbe d'Orvieto)
- Biagio da Leonessa, O.F.M. † (24 d'octubre de 1347 - 20 d'abril de 1378 mort)
- Bartolomeo Mezzavacca † (1378 - 1380 renuncià)
- Lodovico Teodenari degli Alfani † (23 de juliol de 1380 - 9 de febrer de 1397 mort)
- Lodovico Cichi Cola † (4 de setembre de 1397 - 1436 mort)
  - Giovanni † (1436 - 1438 mort) (administrador apostòlic)
- Mattia Foschi † (10 de març de 1438 - 1450 mort)
- Angelo Capranica † (25 de setembre de 1450 - 1468 renuncià)
- Domenico Camisati † (27 de febrer de 1469 - 1475 nomenat bisbe de Cesena)
- Fazio Gallerani † (1475 - 27 de novembre de 1477 nomenat bisbe d'Ascoli Satriano)
- Angelo Capranica † (1477 - 3 de juliol de 1478 mort) (per segon cop)
  - Giovanni Colonna † (10 de novembre de 1480 - 28 de setembre de 1508 mort) (administrador apostòlic)
- Pompeo Colonna † (6 d'octubre de 1508 - 14 de març de 1514 renuncià)
- Scipione Colonna † (14 de març de 1514 - 1528 mort)
- Pompeo Colonna † (1528 - 27 d'agost de 1529 renuncià) (per segon cop)
- Mario Aligeri † (27 d'agost de 1529 - 6 d'octubre de 1555 mort)
- Giovanni Battista Osio † (23 d'octubre de 1555 - 12 de novembre de 1562 mort)
- Marco Antonio Amulio † (23 de novembre de 1562 - 17 de març de 1572 mort)
- Mariano Vittori † (2 de juny de 1572 - 29 de juny de 1572 mort)
- Alfonso Binarini † (18 de juliol de 1572 - 30 d'agost de 1574 nomenat bisbe de Camerino)
- Costantino Barzellini, O.F.M.Conv. † (30 d'agost de 1574 - 9 d'abril de 1584 nomenat bisbe de Foligno)
- Giulio Cesare Segni † (27 d'agost de 1584 - 16 de juny de 1603 renuncià)
- Giovanni Conte † (16 de juny de 1603 - 1604 mort)
- Gaspare Pasquali, O.F.M.Conv. † (31 de maig de 1604 - 13 de juny de 1612 mort)
- Pier Paolo Crescenzi † (4 de juliol de 1612 - 17 de març de 1621 nomenat bisbe d'Orvieto)
- Giovanni Battista Toschi † (29 de març de 1621 - 13 de desembre de 1633 mort)
- Gregorio Naro † (6 de febrer de 1634 - 7 d'agost de 1634 mort)
- Gianfrancesco Guidi di Bagno † (16 d'abril de 1635 - 28 de febrer de 1639 renuncià)
- Giorgio Bolognetti † (28 de febrer de 1639 - 1660 renuncià)
- Odoardo Vecchiarelli † (5 de maig de 1660 - 31 de juliol de 1667 mort)
  - Giulio Gabrielli † (12 de març de 1668 - 2 d'agost de 1670 renuncià) (administrador apostòlic)
- Ippolito Vicentini † (22 de desembre de 1670 - 20 de juny de 1702 mort)
  - Sede vacante (1702-1707)
- Francesco Maria Antonio degli Abbati † (8 de juny de 1707 - 21 de juliol de 1710 nomenat bisbe de Carpentras)
- Bernardino Guinigi † (1 de juny de 1711 - 20 de desembre de 1723 nomenat bisbe de Lucca)
- Antonino Serafino Camarda, O.P. † (12 de juny de 1724 - 24 de maig de 1754 mort)
- Gaetano Cimeli † (16 de desembre de 1754 - 24 de febrer de 1761 mort)
- Girolamo Clarelli † (6 d'abril de 1761 - 18 de juny de 1764 mort)
- Giovanni de Vita † (26 de novembre de 1764 - 1 d'abril de 1774 mort)
- Vincenzo Ferretti † (17 de juliol de 1775 - 20 de setembre de 1779 nomenat bisbe de Rimini)
- Saverio Marini † (20 de setembre de 1779 - 6 de gener de 1812 mort)
- Carlo Fioravanti † (26 de setembre de 1814 - 13 de juliol de 1818 mort)
- Francesco Saverio (François-Xavier) Pereira † (2 d'octubre de 1818 - 2 de febrer de 1824 mort)
- Timoteo Maria Ascensi, O.C.D. † (24 de maig de 1824 - 24 d'abril de 1827 renuncià)
- Gabriele Ferretti † (21 de maig de 1827 - 29 de juliol de 1833 nomenat arquebisbe titular de Seleucia di Isauria)
- Benedetto Cappelletti † (29 de juliol de 1833 - 15 de maig de 1834 mort)
- Filippo Curoli † (30 de setembre de 1834 - 26 de gener de 1849 mort)
- Gaetano Carletti † (28 de setembre de 1849 - 26 de juliol de 1867 mort)
  - Sede vacante (1867-1871)
- Egidio Mauri, O.P. † (22 de desembre de 1871 - 1 de juny de 1888 nomenat bisbe d'Osimo i Cingoli)
- Carlo Bertuzzi † (11 de febrer de 1889 - 18 de març de 1895 nomenat bisbe de Foligno)
- Bonaventura Quintarelli † (18 de març de 1895 - 31 d'octubre de 1915 mort)
- Tranquillo Guarneri † (9 de desembre de 1915 - 16 de juny de 1916 nomenat bisbe titular d'Europo)
- Francesco Sidoli † (20 de juny de 1916 - 24 de març de 1924 nomenat arquebisbe de Gènova)
- Massimo Rinaldi, C.S. † (2 d'agost de 1924 - 31 de maig de 1941 mort)
- Benigno Luciano Migliorini, O.F.M. † (19 de juliol de 1941 - 13 de març de 1951 nomenat arquebisbe de Lanciano e Ortona)
- Raffaele Baratta † (18 d'abril de 1951 - 17 de desembre de 1959 nomenat arquebisbe de Perusa)
- Nicola Cavanna † (20 de gener de 1960 - 21 de juny de 1971 nomenat bisbe coadjutor d'Asti)
- Dino Trabalzini † (28 de juny de 1971 - 18 de març de 1980 nomenat arquebisbe de Cosenza i Bisignano)
- Francesco Amadio † (14 de maig de 1980 - 30 de setembre de 1989 ritirato)
- Giuseppe Molinari (30 de setembre de 1989 - 16 de març de 1996 nomenat arquebisbe coadjutor de l'Aquila)
- Delio Lucarelli, des del 30 de novembre de 1996

## Estadístiques
A finals del 2010, la diòcesi tenia 93.011 batejats sobre una població de 99.095 persones, equivalent 93,9% del total.
| any  | població | població | població | sacerdots | sacerdots       | sacerdots       | sacerdots             | diaques | religiosos | religiosos | parroquies |
| ---- | -------- | -------- | -------- | --------- | --------------- | --------------- | --------------------- | ------- | ---------- | ---------- | ---------- |
| any  | batejats | total    | %        | total     | clergat secular | clergat regular | batejats por sacerdot | diaques | homes      | dones      |            |
| 1950 | 125.000  | 125.000  | 100,0    | 190       | 155             | 35              | 657                   |         | 45         | 190        | 172        |
| 1970 | 111.410  | 111.560  | 99,9     | 159       | 134             | 25              | 700                   |         | 25         | 365        | 202        |
| 1980 | 98.000   | 99.350   | 98,6     | 148       | 116             | 32              | 662                   | 1       | 44         | 375        | 217        |
| 1990 | 87.000   | 94.670   | 91,9     | 104       | 79              | 25              | 836                   | 2       | 27         | 255        | 94         |
| 1999 | 90.600   | 98.850   | 91,7     | 105       | 83              | 22              | 862                   | 2       | 22         | 220        | 94         |
| 2000 | 91.500   | 99.200   | 92,2     | 104       | 82              | 22              | 879                   | 2       | 22         | 220        | 94         |
| 2001 | 91.500   | 99.200   | 92,2     | 104       | 82              | 22              | 879                   | 2       | 22         | 220        | 94         |
| 2002 | 91.500   | 99.200   | 92,2     | 105       | 73              | 32              | 871                   | 3       | 33         | 218        | 94         |
| 2003 | 93.000   | 99.000   | 93,9     | 105       | 73              | 32              | 885                   | 3       | 33         | 215        | 93         |
| 2004 | 93.000   | 99.000   | 93,9     | 103       | 72              | 31              | 902                   | 3       | 32         | 214        | 94         |
| 2010 | 93.011   | 99.095   | 93,9     | 110       | 88              | 22              | 845                   | 15      | 26         | 201        | 94         |